# The Fifth Musketeer
The Fifth Musketeer (Ned: De vijfde musketier) is een West-Duits/Oostenrijkse film uit 1979 van Ken Annakin. De film is gebaseerd op de laatste sectie van het boek Le Vicomte de Bragelonne van de trilogie genaamd De drie musketiers (Les trois mousquetaires) van Alexandre Dumas (ook wel D'Artagnan Romances). Deze sectie is ook gedeeltelijk gebaseerd op de legende van de Man met het ijzeren masker. Speciale gastrollen in de film waren er voor Ursula Andress als La Valliere en Olivia de Havilland als de koningin-moeder. De film heeft ook als titel Behind the Iron Mask.

## Rolverdeling
| Acteur              | Personage                         |
| ------------------- | --------------------------------- |
| Beau Bridges        | Lodewijk XIV / Philip van Gascony |
| Cornel Wilde        | D'Artagnan                        |
| Sylvia Kristel      | Maria Theresa                     |
| Ursula Andress      | Louise de La Vallière             |
| Ian McShane         | Fouquet                           |
| Alan Hale jr.       | Porthos                           |
| Lloyd Bridges       | Aramis                            |
| José Ferrer         | Athos                             |
| Rex Harrison        | Colbert                           |
| Olivia de Havilland | Koningin-moeder                   |
| Helmut Dantine      | Spaans ambassadeur                |
| Patrick Pinney      | Kapitein van de garde             |